# Acacia sibina
Acacia sibina är en ärtväxtart som beskrevs av Bruce R. Maslin. Acacia sibina ingår i släktet akacior, och familjen ärtväxter. Inga underarter finns listade i Catalogue of Life.